# Silanisierung
Silanisierung wird eine chemische Anbindung einer Silanverbindung an eine Oberfläche genannt. Die Anbindung erfolgt durch Kondensationsreaktionen zwischen hydrolysierbaren Gruppen der verwendeten Silane und chemischen Gruppen an der Oberfläche.

## Mechanismus

Mechanismus der Silanisierung. Im Beispiel wird ein Substrat gezeigt, auf dem durch Flammenbeschichtung eine frische Siliciumdioxid-Schicht als Haftgrund aufgebracht wurde. Das Silan reagiert in diesem Beispiel erst durch Hydrolyse-Reaktionen mit Wasser zum Silanol, welches dann durch Kondensationsreaktionen mit den OH-Gruppen an der Substratoberfläche verankert wird.

Die für die Silanisierung verwendeten Silane haben die allgemeine Form RmSiXn, wobei R für organisch funktionalisierte Reste und X für hydrolysierbare Gruppen (meist Alkoxygruppen, seltener auch -Cl) stehen, d. h., sie können durch Hydrolysereaktionen mit Wasser Silanole der Form RmSi(OH)n bilden. In ähnlicher Weise können sie (oder die von ihnen gebildeten Silanole) mit OH- oder COOH-Gruppen an Oberflächen reagieren und einen Verbund bilden, wie es in der Abbildung gezeigt wird.

## Ziele der Silanisierung
Die Eigenschaften der beschichteten Oberfläche hängen von der verwendeten Silanverbindung ab. Die wichtigsten Anwendungen betreffen die Haftvermittlung für nachfolgend aufgebrachte Beschichtungen und die Realisierung von Antihaftbeschichtungen. Die Silane können entweder direkt auf die Oberflächen aufgebracht werden (z. B. wird in der Biochemie oft 1,7-Dichloro-1,1,3,3,5,5,7,7-Octamethyltetrasiloxan als 5%ige Lösung in Heptan direkt auf Glas aufgetragen, um darauf eine temporäre Antihaftbeschichtung zu erzeugen) oder es kann zunächst ein Haftgrund erzeugt werden, z. B. durch Flammenbeschichtung oder Physikalische Gasphasenabscheidung, auf den die Silane dann fest verankert werden können. In chemischen Laboratorien verhindert die Silanisierung das Anhaften von polaren Verbindungen an der Glasoberfläche und verhindert damit Analytverluste.
Ein wichtiges Beispiel für die Silanisierung im zweistufigen Prozess ist die Anwendung in der Zahntechnik, um verschiedene Materialien miteinander zu verbinden oder um Metalloberflächen mit keramischen Bestandteilen zu beschichten. Da sich mechanische Verbindungen unter Mundbedingungen nach einer gewissen Zeit wieder lösen würden, wird zunächst ein Haftgrund durch „Silikatisieren“ erzeugt und darauf durch „Silanisieren“ der Haftvermittler verankert, der die beiden Dentalstoffe fest miteinander verbindet. Die dadurch erreichte Haftfestigkeit ist der durch „direkte“ Silanisierung, also ohne vorherige Erzeugung eines Haftgrundes, erreichbaren weit überlegen.
Eine weitere Anwendung ist die Silanisierung von Motorradreifen, um deren Nasshaftung zu verbessern.